# La Balançoire (Fragonard)
Pour les articles homonymes, voir La Balançoire.
La Balançoire ou La Bascule est une peinture de l'artiste rococo français Jean-Honoré Fragonard, réalisée vers 1750-1752. Ses dimensions sont de 120 × 95 cm. Elle est conservée au musée Thyssen-Bornemisza de Madrid.

## Description
La toile représente des enfants jouant à la balançoire dans un bois. La peinture forme un pendant avec une autre œuvre de Fragonard intitulée Le Colin-Maillard conservée au musée d'art de Toledo,.
Il s'agit d'un précédent important de l'œuvre maîtresse de Fragonard, Les Hasards heureux de l'escarpolette (1767) conservée à la Wallace Collection de Londres.

## Source
- (es) Cet article est partiellement ou en totalité issu de l’article de Wikipédia en espagnol intitulé « El columpio (Fragonard, 1750-1752) » (voir la liste des auteurs).